# Fatutnana
Fatutnana is een bestuurslaag in het regentschap Timor Tengah Selatan van de provincie Oost-Nusa Tenggara, Indonesië. Fatutnana telt 718 inwoners (volkstelling 2010).